# Лан-ан-Баретус
Лан-ан-Барету́с (фр. Lanne-en-Barétous) — коммуна во Франции, находится в регионе Аквитания. Департамент — Атлантические Пиренеи. Входит в состав кантона Олорон-Сент-Мари-1. Округ коммуны — Олорон-Сент-Мари.
Код INSEE коммуны — 64310.

## География

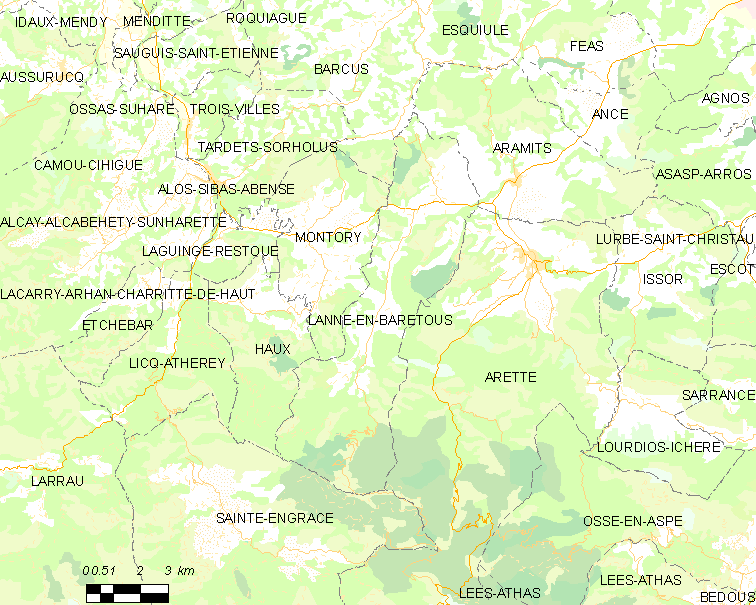
Карта коммуны

Коммуна расположена приблизительно в 690 км к югу от Парижа, в 195 км южнее Бордо, в 38 км к юго-западу от По.
По территории коммуны протекает река Верт.

### Климат
Климат тёплый океанический. Зима мягкая, средняя температура января — от +5°С до +13°С, температуры ниже −10 °C бывают редко. Снег выпадает около 15 дней в году с ноября по апрель. Максимальная температура летом порядка 20-30 °C, выше 35 °C бывает очень редко. Количество осадков высокое, порядка 1100 мм в год. Характерна безветренная погода, сильные ветры очень редки.

## Население
Население коммуны на 2010 год составляло 492 человека.
| 1962 | 1968 | 1975 | 1982 | 1990 | 1999 | 2010 |
| ---- | ---- | ---- | ---- | ---- | ---- | ---- |
| 665  | 588  | 536  | 542  | 513  | 495  | 492  |

## Администрация
| Период | Период | Фамилия          | Партия                                                         | Примечания                            |
| ------ | ------ | ---------------- | -------------------------------------------------------------- | ------------------------------------- |
| 1995   | 2008   | Луи Альтапе      | Объединение в поддержку республики → Союз за народное движение | сенатор, генеральной советник кантона |
| 2008   | 2014   | Жан-Марк Нусситу |                                                                |                                       |
| 2014   | 2020   | Лиди Кампелло    |                                                                |                                       |

## Экономика
В 2010 году среди 305 человек трудоспособного возраста (15-64 лет) 233 были экономически активными, 72 — неактивными (показатель активности — 76,4 %, в 1999 году было 74,3 %). Из 233 активных жителей работали 220 человек (133 мужчины и 87 женщин), безработных было 13 (5 мужчин и 8 женщин). Среди 72 неактивных 21 человек были учениками или студентами, 36 — пенсионерами, 15 были неактивными по другим причинам.